# Gyöngyössolymos
Gyöngyössolymos è un comune dell'Ungheria di 3.219 abitanti (dati 2001). È situato nella contea di Heves.